# Sonia Meilland (Rose)
Sonia Meilland, syn. MEIhelvet, 'Sweet Promise', Sonia oder 'Sonja', ist eine lachsrosa blühende Edelrose, die von der Rosenzüchterfamilie Meilland 1971 auf den Markt gebracht wurde. Sie ist eine Kreuzung aus 'Zambra' × ('Baccará' × 'White Knight') und nach der Tochter bzw. Enkelin der Züchter Alain und Marie-Louise Meilland benannt. Mit über 40 Millionen verkauften Pflanzen ist 'Sonia Meilland' eine der erfolgreichsten Rosensorten, die auch für die Floristikbranche angebaut wird.
Die Teehybride hat sehr schöne, leicht fruchtig duftende Blüten auf langen Stielen mit etwa 30 Blütenblättern. 'Sonia Meilland' hat glänzendes, dunkles Laub, erreicht eine Wuchshöhe von ca. 1,30 m und eine Breite von etwa 0,6 m und ist mäßig winterhart (USDA Zone 7b). Die öfterblühende Rose blüht im Freiland an warmen Plätzen von Anfang Juni bis zum Ende der Saison im Oktober und ist eine gute Schnittrose.